# Odontosida magnificum
Odontosida magnificum là một loài bướm đêm thuộc họ Sphingidae. Loài này có ở Nam Phi và Zimbabwe.
Phía trên cánh trước giống với Neogurelca hyas. Phía trên cánh sau màu vàng đến da cam.